# Carlos Borunda Zaragoza
José Carlos Borunda Zaragoza (22 de febrero de 1971) es un político mexicano, miembro del Partido Acción Nacional, ha sido diputado federal y funcionario del servicio exterior.

## Biografía
Es licenciado en Economía y Filosofía por Boston College, tiene una maestría en la Escuela de Gobierno de la Universidad de Harvard y un MBA de la Universidad de Cornell; ha sido diputado federal por el III Distrito Electoral Federal de Chihuahua a la LVIII Legislatura de 2000 a 2003, de julio del 2004 a enero del 2007 fungió como Ministro de Relaciones con el Congreso de la Embajada de México ante Estados Unidos en Washington y a partir de febrero de 2007 fue designado director general de Asuntos Internacionales y de Competitividad de la Oficina de la Presidencia de la República (Los Pinos) y posteriormente fue director general de Promoción de la Cultura Financiera en la Comisión Nacional de Defensa de Usuarios de Servicios Financieros (CONDUSEF).
Dentro de la iniciativa privada, ha sido Consejero de la Cámara de Comercio de Canadá en México (CANCHAM), y Consejero Fundador de la Asociación de Energía Fotovoltaica de México (ASOLMEX).